# Post Regiment (album)
Post Regiment – debiutancki album zespołu Post Regiment wydany w 1992 przez wytwórnię QQRYQ. Materiał nagrano 1–18 grudnia 1991 w „Studio Izabelin” oraz 20–23 sierpnia 1992 w studiu „Złota Skała”. Reedycja albumu ukazała się w 2000 roku nakładem wytwórni Nikt Nic Nie Wie.

## Lista utworów
Muzyka: Post Regiment. Teksty: Post Regiment, Amoniak, Rafał Krzyżewski i Anatol Stern.
| Nr  | Tytuł utworu              | Długość |
| --- | ------------------------- | ------- |
| 1.  | „Hałas”                   | 1:04    |
| 2.  | „Czarzły”                 | 2:03    |
| 3.  | „Znaczy wiesz”            | 2:17    |
| 4.  | „Religia”                 | 2:51    |
| 5.  | „Wycieczka na pustynię”   | 2:41    |
| 6.  | „Numer”                   | 2:33    |
| 7.  | „Nowy dzień”              | 1:55    |
| 8.  | „Mrok”                    | 3:02    |
| 9.  | „Post”                    | 1:13    |
| 10. | „Jak dobrze”              | 0:29    |
| 11. | „Kolory”                  | 2:48    |
| 12. | „Skóra”                   | 1:41    |
| 13. | „Wstyd”                   | 3:03    |
| 14. | „Słowa o…”                | 2:49    |
| 15. | „Anioł”                   | 2:12    |
| 16. | „Ostatni raz”             | 1:35    |
| 17. | „Farruś (to dla ciebie…)” | 3:10    |
| 18. | „Chory”                   | 2:54    |
| 19. | „Catch Another Train”     | 2:10    |
| 20. | „Konie”                   | 2:43    |
| 21. | „Kurwy”                   | 2:51    |
| 22. | „Awereness”               | 3:24    |
| 23. | „Now I Know”              | 3:18    |
|     |                           | 54:46   |

- utwory 1–19 nagrano w 1991 w Studio Izabelin
- utwory 20–23 nagrano w 1992 w studiu Złota Skała

## Skład
- Maksymilian „Max” Gralewicz – perkusja, śpiew
- Rafał „Rolf” Biskup – gitara basowa, śpiew
- Dominika „Nika” Domczyk – śpiew
- Janek Cybulski – gitara
- Jarosław „Smok” Smak – gitara, drumla, śpiew